# Hyperaspis caseyi
Hyperaspis caseyi är en skalbaggsart som beskrevs av Gordon 1985. Hyperaspis caseyi ingår i släktet Hyperaspis och familjen nyckelpigor. Inga underarter finns listade i Catalogue of Life.